# Zeughaus (Coburg)

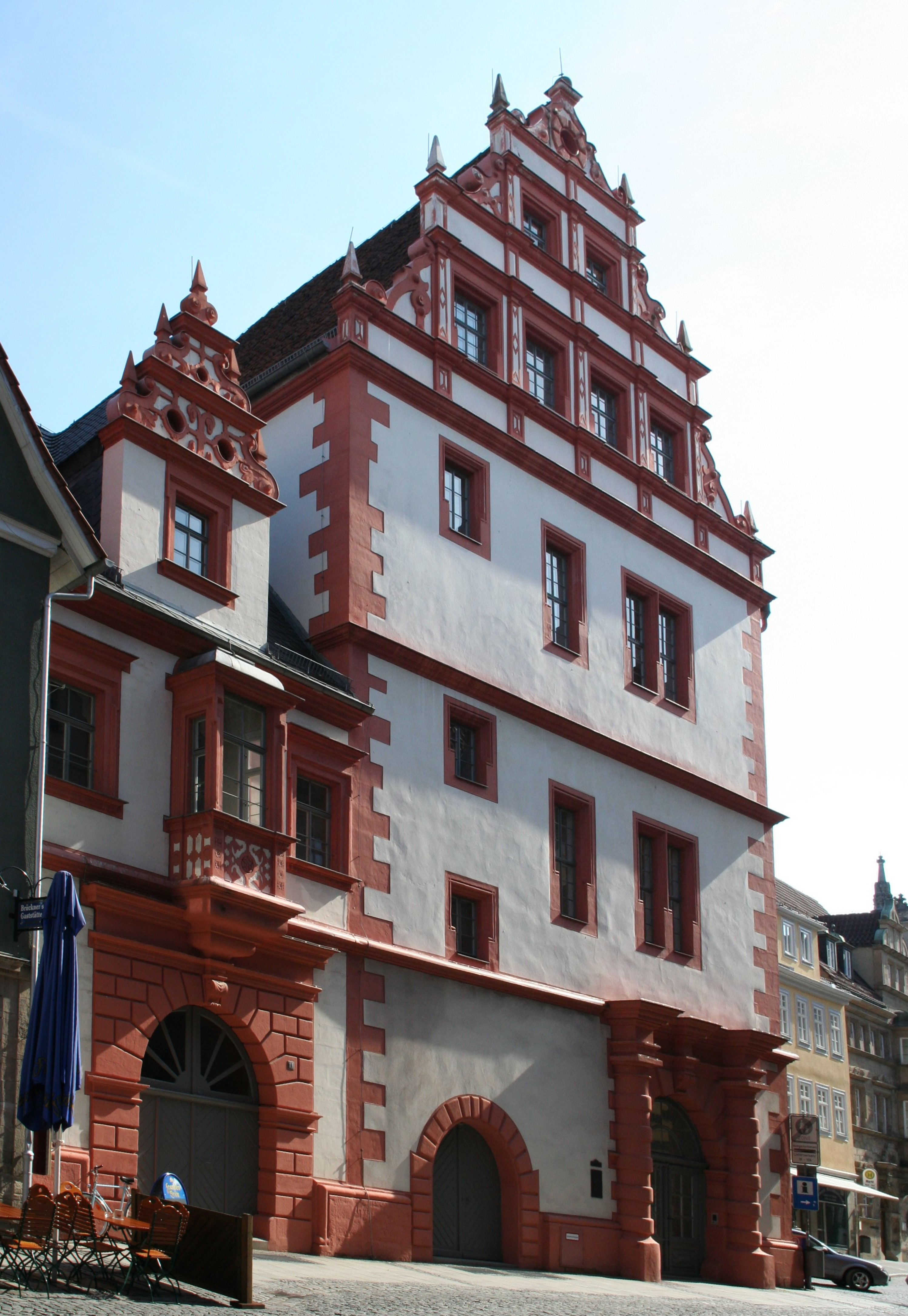
Das Zeughaus in Coburg.

Das Zeughaus in Coburg ist ein von 1618 bis 1621 unter Herzog Johann Casimir von Sachsen-Coburg errichtetes Gebäude im Stil der Renaissance. Das Gebäude in der Herrngasse 11 diente anfangs als Zeughaus, später unter anderem als Lager, Theater, Wagen- und Schlittenhalle und beherbergt heute das Staatsarchiv Coburg sowie eine Weinhandlung.

## Baugeschichte

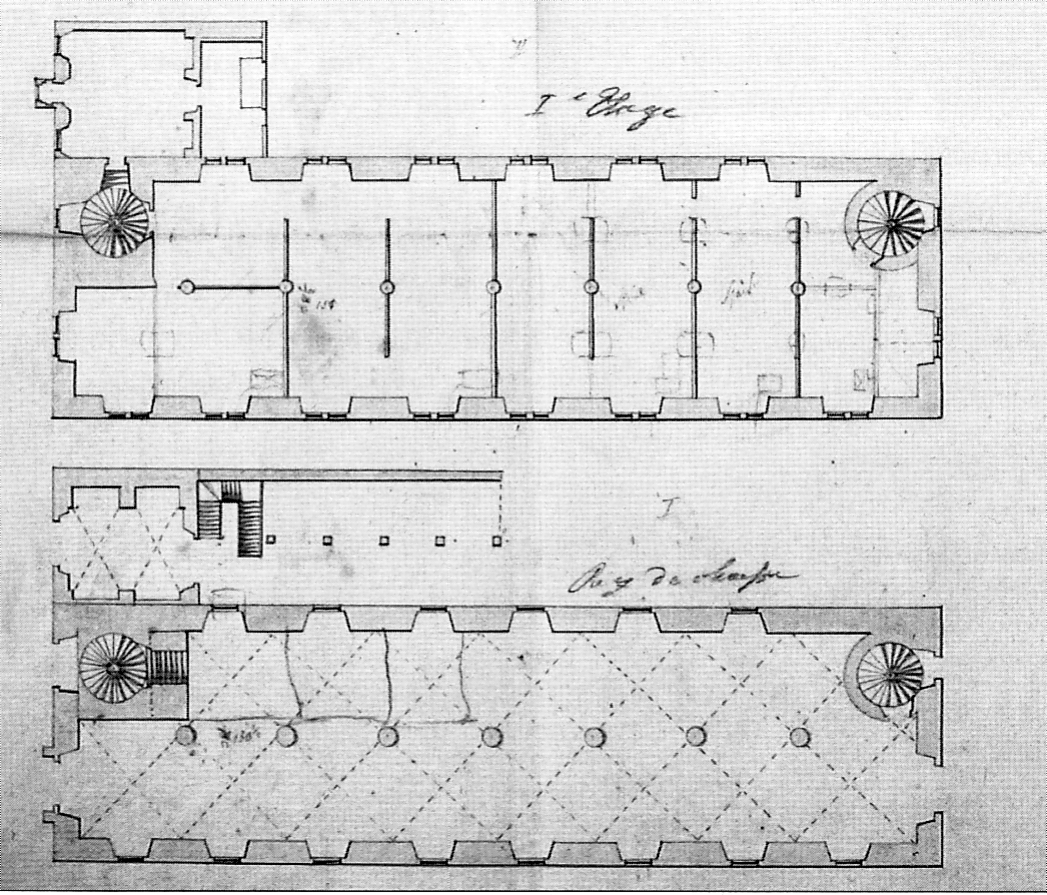
Erd- und 1. Obergeschoss, Plan von 1802.

Das Gebäude, in dem sich heute das Staatsarchiv Coburg befindet, wurde 1615 von Herzog Johann Casimir von Sachsen-Coburg als Zeughaus für das Herzogtum, also größere und repräsentative Rüstkammer, an den Maler und Hofbaumeister Peter Sengelaub in Auftrag gegeben. 1618 begannen die Bauarbeiten. Es entstand ein lang gestreckter, stattlicher Satteldachbau mit reich gegliederten Renaissancegiebeln. Nach dreijähriger Bauzeit fertiggestellt und seiner Funktion übergeben, erhielt der Bau bereits 1624 von Giovanni Bonalino über der westlich vom Hauptgiebel gelegenen Durchfahrt zum Innenhof mit den Remisen einen Anbau in Form eines kleinen Traufseithauses mit Zwerchhaus und Erker. Bereits 1632 fielen Wallensteins Truppen unter Graf Terzky in Coburg ein und plünderten das Waffenarsenal. Nachdem diese Horden abgezogen waren, wurden im ersten Obergeschoss noch Waffen und Kriegsgeräte als historische Schaustücke verwahrt, die später den Grundstock für die Waffenabteilung der heutigen Kunstsammlungen der Veste Coburg bildeten.
Die anderen Stockwerke dienten in der Folge zeitweise als Wein- und Bierlager, Theater, Lager des Hauptsteueramtes, Wagen- und Schlittenhalle. Um 1900 wurde ein Teil des Erdgeschosses von einem Möbelgeschäft als Verkaufsräume genutzt, ein anderer Teil vom Eichamt. Das Anwesen, das bis 1918 zum Domänenvermögen zählte, kam mit der Auflösung des Herzogtums Coburg unter die Verwaltung des Forst- und Domänenamts. Seit 1941 verwaltet die Coburger Landesstiftung im Auftrag der Eigentümerin, der Bayerischen Verwaltung der staatlichen Schlösser, Gärten und Seen, das Anwesen. Im Zweiten Weltkrieg wurde der Dachstuhl und seine Eindeckung leicht beschädigt. Bei der Ausbesserung der Schäden verwendete man das alte Holz wieder. 1986 bis 1988 erfolgte der weitestgehende Umbau des Gebäudes in seinem Inneren, um es für das Staatsarchiv Coburg nutzbar zu machen. Im nördlichen Teil des Erdgeschosses und des Kellers befindet sich weiterhin eine Weingroßhandlung.

## Baubeschreibung

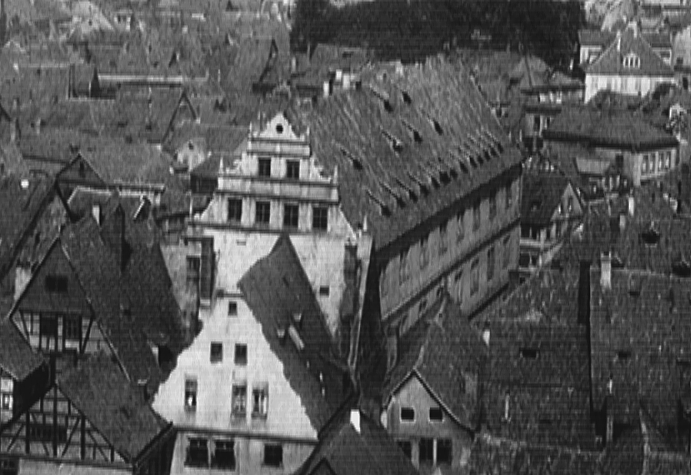
Zeughaus um 1910.

### Hauptgebäude
Der mächtige, dreigeschossige Hauptbau, der sich von der Herrngasse bis zur Großen Johannisgasse erstreckt, wirkt besonders durch seine beiden geschmückten Giebelseiten, während die Traufseite in der Theatergasse mit ihren acht regelmäßig angeordneten Fensterachsen eher schlicht ausgeführt ist. Zwischen dem Zeughaus und den westlichen Nachbargrundstücken befindet sich ein Hinterhof in Form einer sich platzartig erweiternden Gasse. Das dreigeschossige Satteldach trägt eine große Zahl dreireihiger, gegeneinander versetzter Schleppgauben. Die Gebäudeecken werden durch ein Bossenwerk über alle drei Stockwerke hervorgehoben. Auch das niedrige linke Nebenportal im Erdgeschoss der Giebelseite zur Herrengasse ist von einem Bossenwerk gerahmt, ebenso das Hauptportal, das zusätzlich von Dreiviertelsäulen und einem kräftigen Gesims eingefasst ist. Schlichte umlaufende Gesimse trennen die Geschosse voneinander.
Die auf beiden Seiten das Satteldach verkleidenden Renaissance-Ziergiebel gliedern sich in drei Felder. Im unteren und mittleren sitzen auf niedrigen Brüstungen vier beziehungsweise zwei gereihte, von flachen Hermenpilastern geteilte Fenster. In der Giebelspitze befindet sich ein Aufsatz mit Okulus. Die Giebelseiten schmücken Volutenspangen und Pyramidenaufsätze. Sind die Fenster im Erdgeschoss von Trauf- und nördlicher Giebelseite einfache Rechteckfenster, stehen in den Obergeschossen durchgehend mit Rundstäben profilierte Doppelfenster mit Pfostenteilungen.
Der zweischiffige, sich unter dem ganzen Gebäude erstreckende Keller wird von einer Sandsteinquadertonne überwölbt. Den Haupteingang bildet eine breite Treppe, die vom Nebenportal in der Herrngasse zum Keller hinab führt. Auch das Erdgeschoss bildet eine zweischiffige Halle, deren Decke mit Kreuzgratwölbung auf sieben toskanischen Säulen ruht. Aufgrund der heutigen Doppelnutzung des Hauses als Archiv und Weinhandlung, wurde das Erdgeschoss etwa in Höhe der mittleren Säule abgemauert. Je eine steinerne Wendeltreppe in den südwestlichen und nordwestlichen Gebäudeecken führen vom Keller bis in das Dachgeschoss. Während sich die Treppe an der Herrngasse durch eine gewundene Spindel ausgezeichnet und im Erdgeschoss keinen Straßenzugang hat, weist die nördliche einen solchen auf. In beiden Obergeschossen tragen ebenfalls sieben Mittelständer die aus doppelten Binderlagen gebildeten Raumdecken, von denen die im zweiten Obergeschoss aufgrund ihrer großen Spannweite stark durchhängt.

### Nebengebäude
Das 1624 in der Herrngasse westlich an das Haupthaus angesetzte zweigeschossige Traufseithaus hat drei Fensterachsen. Das Erdgeschoss wird dominiert von einer wuchtigen, von starkem Bossenwerk gerahmten Tordurchfahrt mit Keilstein und Doppelgesims. Besonderen Schmuck erhält das Haus durch einen auf einer Konsole ruhenden fein gegliederten Mittelerker mit schmalen Seitenfenstern im Obergeschoss. Darüber erhebt sich ein einachsiges Zwerchhaus mit Ziergiebel, der, wie der Hauptgiebel, durch Gesimse dreifach geteilt und mit seitlichen Voluten und Pyramidenaufsätzen versehen ist. Die Hofdurchfahrt mit Kreuzgratgewölbe nimmt in voller Breite das Erdgeschoss ein. Im hinteren Teil führt eine Podesttreppe in das Obergeschoss, das aus einem kleinen Flur und einem großen Raum mit Bohlenbalkendecke und Unterzug besteht. Das Dachgeschoss ist nur über das Haupthaus zugänglich.